# Алексеевка (Шимановский район)
Алексеевка — упразднённое село в Шимановском районе Амурской области России. Исключено из учётных данных в 1974 году.

## География
Село располагалось в устье реки Белая, на расстоянии примерно 16 километров (по прямой) к юго-востоку от села Ушаково.

## История
Село возникло в 1909 году. По данным на 1916 год село Алексеевка состояло из 38 дворов (население составляло 292 человека) и входила в состав Кумарского станичного округа Амурского казачьего округа Амурской области.
По данным 1926 года в Алексеевка имелось 110 хозяйства (85 крестьянского типа и 25 прочих) и проживало 611 человек (326 мужчин и 285 женщин). В национальном составе населения преобладали русские. В административном отношении являлось центром Алесеевского сельсовета Амуро-Зейского района Амурского округа Дальневосточного края.
Решением Амурского исполкома от 7 июня 1974 года № 253, село Алексеевка исключено из учётных данных как несуществующее.